# Бакшеева (деревня)
Бакшеева — деревня в Тобольском районе Тюменской области России. Входит в состав Санниковского сельского поселения.

## География
Находится примерно в 45 км к от Тобольска. Рядом протекает река Кундуска.

## История
Об основание деревни Бакшеева, (Материалы научной конференции, посвященной 100-летию Тобольского историко-архитектурного музея-заповедника. Свердловск, 1975.)
Сжатые соседними селениями, болотами и тайгой, первые деревни не имели или почти не имели удобных земель для расширения пашен и сенокосов. С ростом же населения возникла «земельная теснота», и часть жителей старых деревень, представителей второго или третьего поколений основателей селений, вынуждена была искать новые места для поселения и с середины XVII века из-под Тобольска переезжает на юг, на Вагай, на Ишим и другие места. Возникали деревни-двойники. В середине XVIII века крестьяне деревни Бакшеева переехали на юг Тобольского уезда и основали новую деревню Бакшеева. Позднее, в 80-е годы XVIII века, несколько семей Бакшеевых переселились в Тарский уезд и основали там еще одну деревню Бакшеева. Таким же образом возникло несколько деревень Ярковых, Филатовых и другие. География расположения деревень-двойников показывает миграционные пути сибирского крестьянства.
Существовал колхоз "Волна", который в 1951 году объединился с другими колхозами района, в единый колхоз имени Калинина.

## Население
| 2010 |
| ---- |
| 13   |